# Thallium(I)-acetat
Thallium(I)-acetat ist eine chemische Verbindung des Thalliums aus der Gruppe der Acetate.

## Gewinnung und Darstellung
Thallium(I)-acetat kann durch die Reaktion von Bariumacetat und Thallium(I)-sulfat in wässriger Lösung oder durch Reaktion von Thallium(I)-hydroxid oder Thallium(I)-carbonat mit Essigsäure hergestellt werden. Es entsteht auch bei der Zersetzung von Methylthallium(III)-diacetat.

## Eigenschaften
Thallium(I)-acetat ist ein weißer geruchloser Feststoff, der löslich in kaltem Wasser und wenig löslich in heißem Wasser ist. Es schmilzt bei etwa 130 °C, wobei selbst geringe Verunreinigungen den Schmelzpunkt auf 110 °C senken. Bei höheren Temperaturen zersetzt sich die Verbindung.

## Verwendung
Thallium(I)-acetat wird als selektives Mittel gegen gramnegative Bakterien für den Nachweis von Mollicutes verwendet. Es wird auch bei der Herstellung von Thalliumderivaten und bei der Abtrennung von Erzbestandteilen durch die Flotationsmethode eingesetzt. Die Verbindung wurde früher als Medikament zur Behandlung von Ringelflechte und als Bestandteil von Enthaarungscremes verwendet.